# ساوات (حومة بم)
ساوات (بالفارسية: ساوات) هي قرية تقع في إيران في منطقة مركزية ريفية.